# Utset Corona
L'Utset Corona è una struttura geologica della superficie di Venere.